# 1801 aux échecs
| Années des échecs : 1798 - 1799 - 1800 - 1801 - 1802 - 1803 - 1804    |
| Décennies des échecs : 1770 - 1780 - 1790 - 1800 - 1810 - 1820 - 1830 |

Cet article présente les faits marquants de l'année 1801 aux échecs.

## Divers
- James Christie le jeune publie An inquiry into the ancient Greek game attributed to Palamedes et défend la thèse que le jeu d’échecs vient de la Grèce antique[1], thèse largement réfutée à notre époque.
- Domenico Ercole Del Rio prépare un manuscrit La Guerra degli Scacchi, qui ne sera publié qu’à titre posthume, en 1984[1].
- Frencesco Giacometti publie un livre d’échecs intitulé Nouveau jeu d’échecs (en français)[1].

## Naissances
- 15 mars : Vincenz Grimm[2], joueur et problémiste hongrois.
- 15 mai : Hirsch Hermann Silberschmidt[1], joueur et auteur allemand.